# My Ladye Nevells Booke
Vous lisez un « article de qualité » labellisé en 2016.
My Ladye Nevells Booke (British Library, MS Mus 1591) est une compilation manuscrite de pièces pour clavier du compositeur anglais William Byrd, et l'un des recueils les plus importants de la musique de la Renaissance anglaise, comprenant des pièces caractéristiques et célèbres comme Sellinger's Round et All in a Garden Green.
My Ladye Nevells Booke, dédié à une femme de la noblesse, est daté de 1591 et contient 42 pièces composées pendant les deux décennies antérieures. Ces pièces adoptent diverses formes — pavanes et gaillardes, fantaisies, variations et grounds — et sont présentées selon un plan organisé. Le recueil contient notamment la plus ancienne musique à programme connue, sous la forme d'une musique de bataille. Le manuscrit, somptueusement calligraphié par John Baldwin, est l'une des trois sources principales de l'œuvre pour clavier de Byrd avec le recueil Parthenia (vers 1612), seule publication pour virginal imprimée du vivant du compositeur, et le Fitzwilliam Virginal Book, la plus importante compilation du temps.
Pour les musicologues du XXe siècle, « Byrd nous livre son chef-d’œuvre dans ces délicates fantaisies, rythmes de danse et volutes mélodiques, d'une écriture aussi précise qu'aisée, aussi articulée que variée, sur laquelle plane toujours l'atmosphère de ce monde englouti pour lequel elle a été créée. »

## Manuscrit et histoire

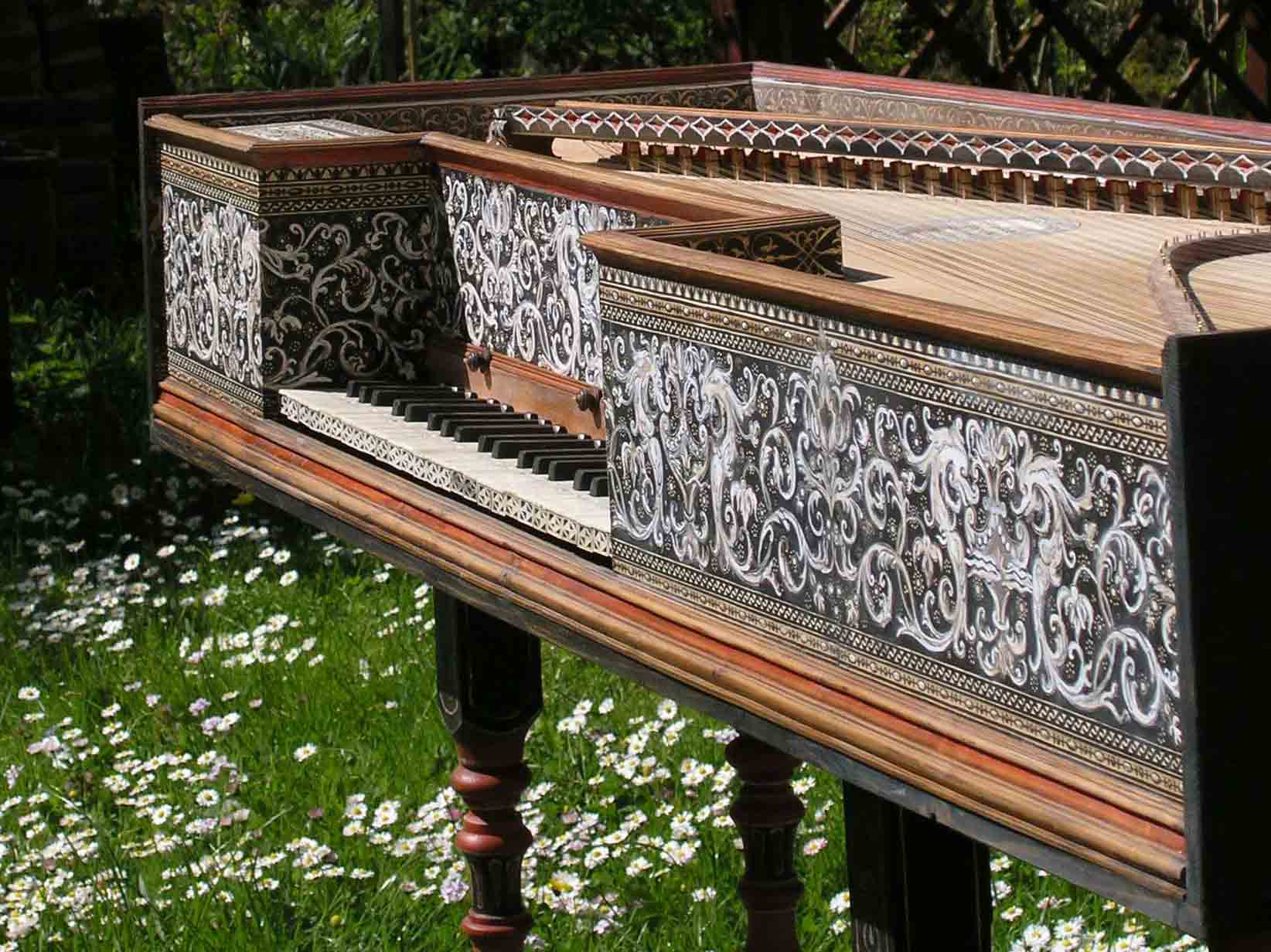
Virginal, copie d'un instrument de 1605.

My Ladye Nevells Booke est un recueil manuscrit de 42 pièces pour clavier — sur les 150 qui nous sont parvenues — de William Byrd, « un musicien de génie, un des plus complets et des plus vastes que l'Angleterre ait jamais produits, un des plus importants du XVIe siècle aussi », selon Antoine Goléa. À l'époque de la compilation, il a environ cinquante ans et y « rassemble une bonne partie de ses meilleures compositions » de la période 1560–1590. « Byrd était un grand polyphoniste et, sans que son œuvre eût atteint quantitativement celle d'un Lassus et même d'un Palestrina, elle les égalait certainement en qualité, tout en gardant son originalité, par sa variété et la richesse, très moderne pour l'époque, de son écriture déjà harmonique […] Néanmoins, ce n'est pas par la musique religieuse que Byrd s'est acquis son immense importance dans l'histoire de la musique. La plus célèbre et aujourd'hui encore la plus vivante de ses œuvres est un volume pour le virginal ou le clavier, ce merveilleux « My Ladye Nevells Book » [qui] montre à quel point toute la musique pour clavier, composée dans tous les pays depuis ce temps lointain, est redevable de son développement au génie de Byrd. »
Bien que la musique soit copiée par un collègue de Byrd, chanteur à la St George's Chapel de Windsor, John Baldwin (avant 1560-28 août 1615), l'un des plus fameux copiste et calligraphe du temps, les pièces ont sans doute été sélectionnées, organisées et même éditées et corrigées par Byrd lui-même. En tout cas Baldwin s'est fondé sur les partitions originales du musicien, dont nous sommes privés,,.
Le manuscrit, l'un des plus beaux qui soient conservés de l'époque, se présente comme un lourd folio relié en maroquin rouge, enluminé avec les armes de la famille Nevill sur la page de titre, ainsi que les initiales « HN » [Henry Nevill] figurant dans le coin inférieur gauche. Il y a 192 folios, chacun composé de quatre portées. Les notes sont figurées en forme de losanges. À la fin, au fo 193, se trouve la table des matières.

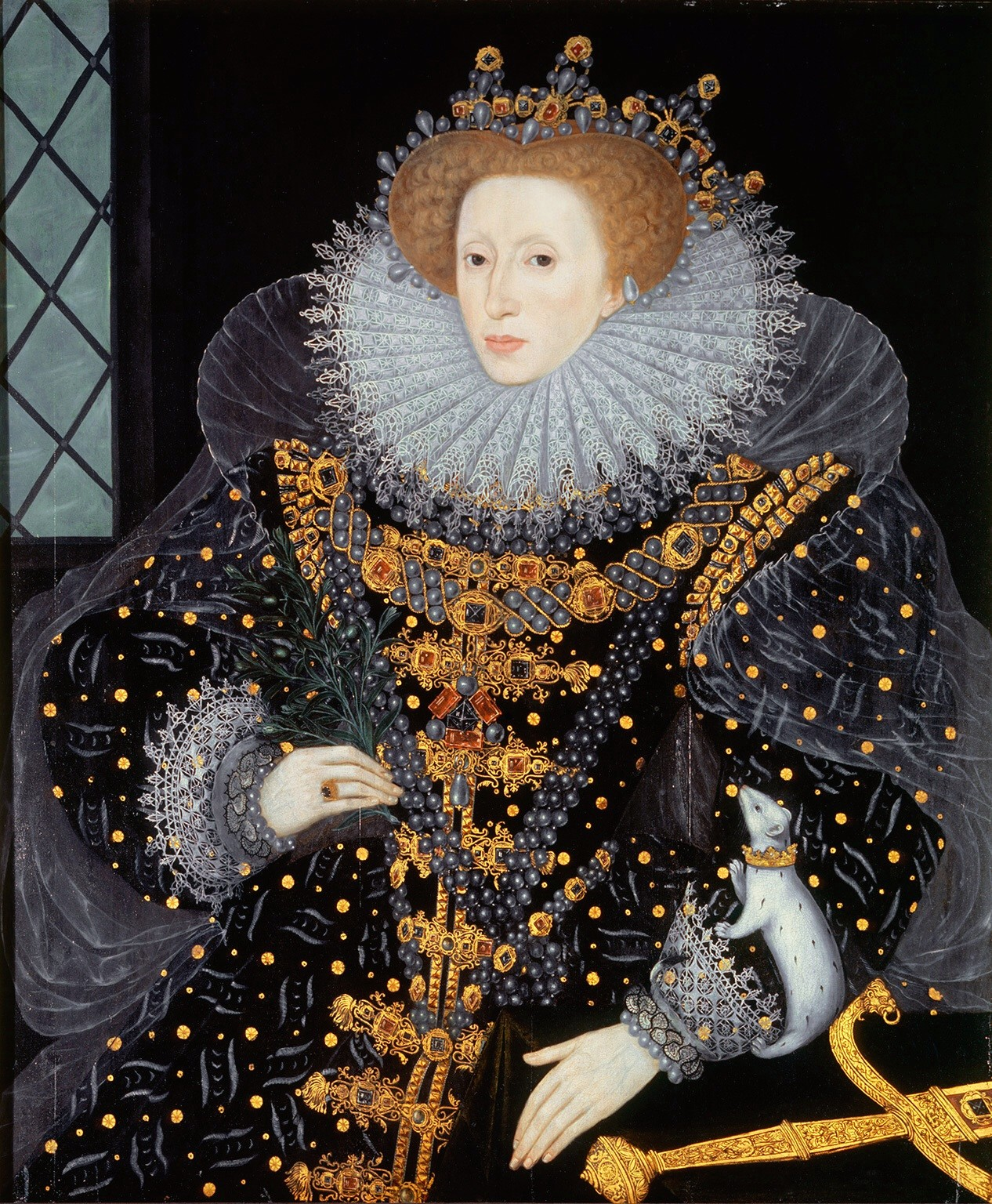
La reine Élisabeth Ire (reine d'Angleterre), protectrice de William Byrd (Portrait à l'hermine attribué à William Segar, vers 1585).

L'origine du manuscrit reste obscure. Même l'identité exacte de la dédicataire n'est pas claire. Cette Lady Nevell a vraisemblablement été élève, ou employeur de William Byrd. Plusieurs prétendantes pour le titre ont été proposées parmi la famille Nevill. Cependant, après les suggestions de Thurston Dart et Alan Brown les recherches récentes de John Harley semblent désigner Elizabeth Nevill, troisième épouse de Sir Henry Nevill de Billingbear, Berkshire, (vers 1518–1593) et filleul d'Henry VIII dont les armes sur la page de titre ont été maintenant identifiées. Sir Henry et sa famille n'étaient pas catholiques, mais l'association du fils d'Henry avec Robert Devereux, 2e comte d'Essex, est une preuve que la famille était favorable à la tolérance religieuse. Le recueil est probablement un cadeau destiné à Elizabeth Nevill qui a vécu principalement à Hambleden dans Buckinghamshire, où, non loin de là, Byrd et ses frères avaient une maison.
La date du manuscrit en revanche, ne laisse aucun doute, puisque John Baldwin écrit :

« fini et mis fin le 11 septembre en l'année de notre Seigneur Dieu 1591 & dans les 33 ans du règne de notre souveraine Dame Elizabeth par la grâce de Dieu Reine d'Angleterre etc, par moi, Jo[hn] Baldwine de Windsore. Laus Deo. »

Baldwin était un fervent admirateur de Byrd : à la fin de la quatrième gaillarde, il a noté : « mr. W. birde. memorabilis homo ». Il a d'ailleurs écrit un poème louant W. Byrd, « qui possède le plus de compétences et de connaissances et excelle parmi ce temps »,.
Le manuscrit a été présenté à la reine Élisabeth Ire par Sir Henry Nevill, et a passé ensuite dans différentes mains jusqu'à ce qu'il soit remis en 1668 à un descendant inconnu des Nevill, et conservé par la famille Nevill jusqu'à la fin du XVIIIe siècle. Il est ensuite passé entre les mains de plusieurs collectionneurs, jusqu'à ce qu'il redevienne la possession de William Nevill, premier marquis d'Abergavenny (1826-1915).
En 2006, en lieu et place de l'impôt sur les successions, le manuscrit My Ladye Nevells Booke  est entré dans les collections nationales anglaises et est conservé maintenant à la British Library, sous la cote MS Mus 1591. Une version multimédia est disponible à la consultation depuis 2009.

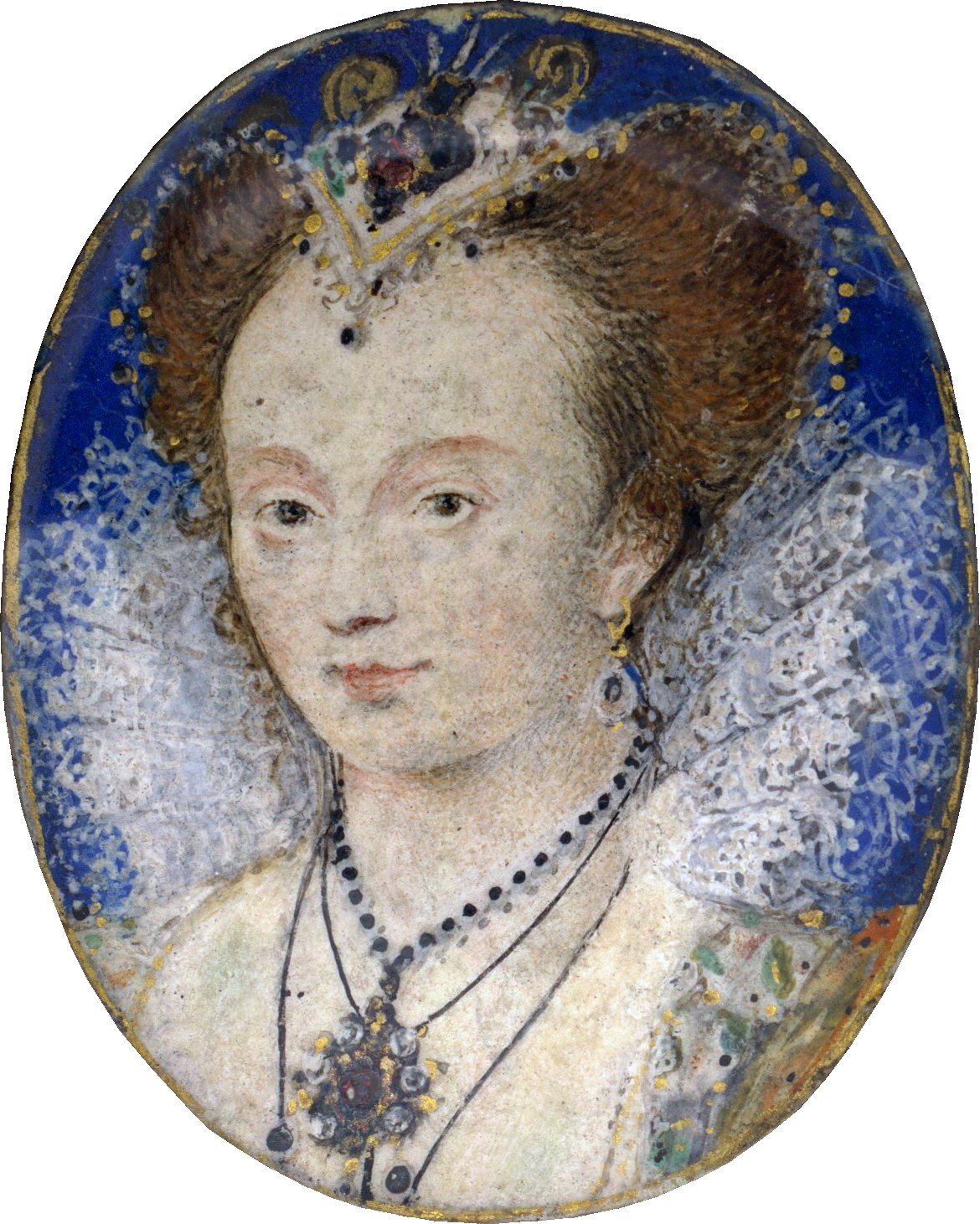
Nicholas Hilliard (1547–1619) : portrait d'une dame, miniature vers 1590 (New York, Metropolitan Museum of Art).
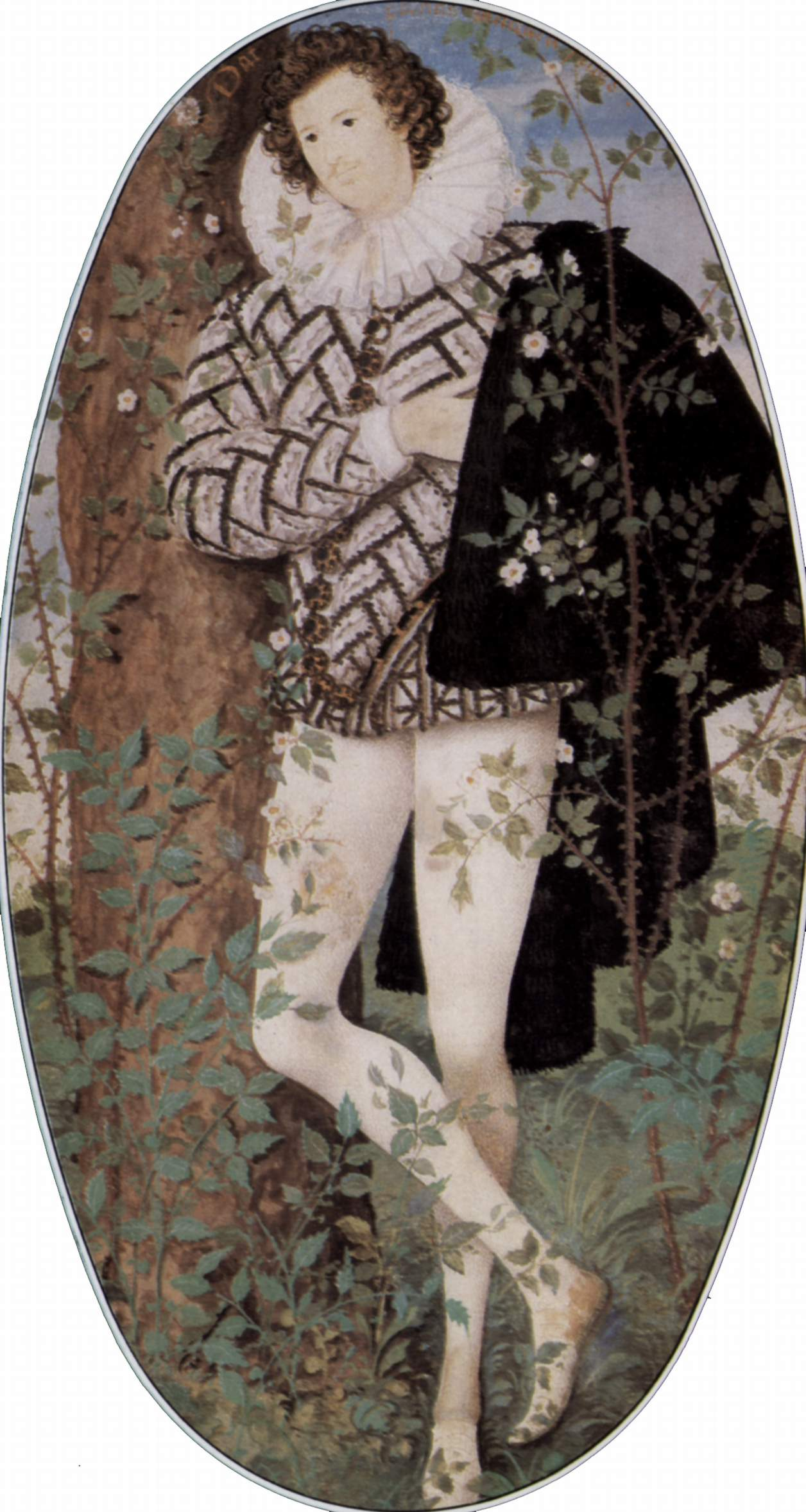
Nicholas Hilliard, portrait de Robert Devereux, 2e comte d'Essex, vers 1588 (Victoria and Albert Museum).

## Instrument et tempérament
| La lecture audio n'est pas prise en charge dans votre navigateur. Vous pouvez télécharger le fichier audio. |
| Étendue du clavier de virginal anglais utilisé par Byrd, aux environs de 1590.                              |

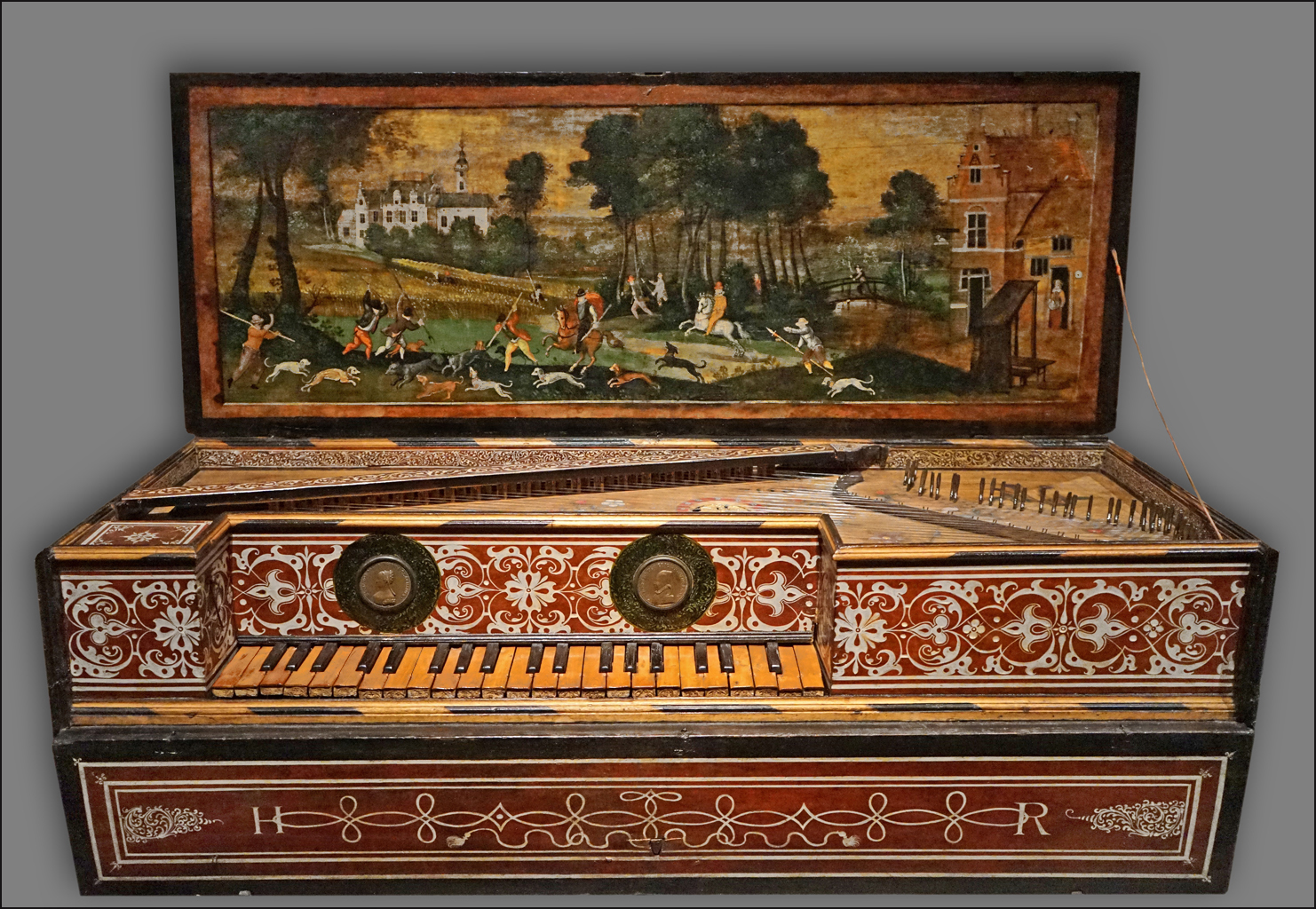
Virginal Hans Ruckers I c. 1550–1598 (Musée de la musique). Le clavier possède une octave courte. Si le clavier atteint le la’, celui-ci n'a pas de sol, alors qu'une pièce du recueil le nécessite.

À partir du XVIe siècle jusque dans les trente premières années du siècle suivant, un instrument de musique à clavier fait florès en Angleterre, de façon tout à fait extraordinaire : le virginal. Il était à la fois populaire à la cour des Tudors, comme le montre l'impressionnante collection du roi Henry VIII, et parmi le petit peuple. Il pouvait se trouver, par exemple, chez un barbier, comme chez la reine Élisabeth qui en était une joueuse émérite… Par abus de langage, cet instrument désignait souvent tout type de clavier à cordes pincées, comme l'épinette ou le grand clavecin, alors fort rare, et même le clavicorde.
Le virginal, généralement de forme rectangulaire, ne possède qu'un seul clavier et un seul rang de cordes, et est muni de dispositifs plutôt archaïques qui sont l'octave courte et les feintes brisées : la musique de l'époque qui utilise les possibilités offertes par ces dispositifs nécessite alors quelques adaptations lorsqu'elle est interprétée sur des instruments plus modernes. Le toucher en est d'ailleurs différent, la disposition des cordes parallèlement au clavier a en effet pour conséquence que les touches des notes graves, pour leur partie cachée sous la table d'harmonie, sont beaucoup plus courtes que les touches des notes aiguës.
Contrairement à la musique qui lui est consacrée, le virginal n'est pas spécifiquement anglais, puisque la facture de ces instruments provenait souvent des Pays-Bas ou d'Italie – d'ailleurs les seuls virginals de facture anglaise qui sont conservés aujourd'hui (dix-neuf instruments au total) sont postérieurs à l'époque de l'école anglaise des virginalistes, presque tous disparus avant 1630.
Le diapason utilisé était sans aucun doute un demi-ton ou même un ton en dessous du la moderne à 440 Hz. L'analyse des textes semble démontrer l'usage d'un tempérament égal ou approchant de la gamme tempérée — peut-être issu du système pythagoricien enharmonique combinant les quintes pures avec une seule tierce pure, comme Davitt Moroney l'utilise pour son intégrale des pièces pour clavier de Byrd, et qui faisait l'objet de beaucoup de discussions au XVIe siècle.

## Contenu

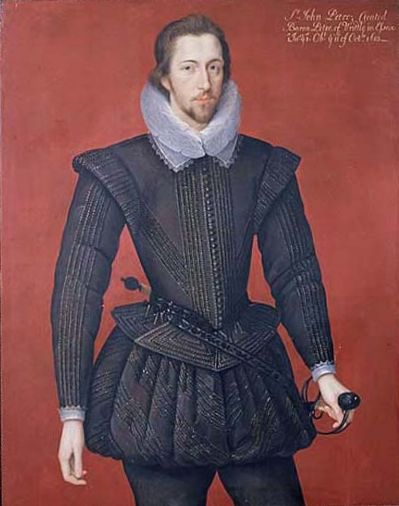
Portrait de William, deuxième Baron Petre (1575-1637) dédicataire de la dixième Pavane du recueil (par Marcus Gheeraerts, 1599).

Antoine Goléa, enthousiasmé par My Ladye Nevells Booke, écrivait en 1977 : « Cette Lady Nevell, comme on aimerait savoir qui elle était ! Mais on peut aisément se l'imaginer ; et son portrait, fondé sur nos connaissances de l'histoire, de la sociologie, du tableau psychique de l'Angleterre, permet de situer la musique anglaise de l'époque de merveilleuse façon : détournée du monde et de ses agitations comme, au fond, la musique espagnole, mais détournée non pas dans une protestation dramatique et désespérée, mais dans l'ignorance voulue de ses drames et de ses désespoirs, dans la préservation d'une vie privée qui veut tout ignorer de ce qui peut troubler sa quiétude, sa pureté, sa suavité ».
Pourtant, à l'exception des quatre pièces explicitement consacrées à Lady Nevell (nos 1, 2, 26 et 41), les œuvres n'ont pas été composées spécialement pour le recueil, ni pour la dédicataire. En revanche, la compilation est représentative du travail de Byrd des dix ou quinze années précédentes. En 1591, Byrd a encore trente années à composer, ce qui fait du Nevell un texte pas toujours définitif. Le manuscrit reste aujourd'hui l'unique source de 7 pièces : les numéros 1, 6, 7, 23, 26, 30 et 42 — dans cette forme pour ce dernier.
Les morceaux pouvant peut-être refléter les goûts musicaux d'Elizabeth Nevill, la composition du recueil se limite à quelques formes, sans aucune pièce d'inspiration liturgique. Il s'agit de fantaisies, variations et grounds, pavans et galliards, donc de la musique de danse. Parmi les dix magnifiques, mais quelque peu sombres, pavanes et gaillardes, deux portent une dédicace : la dixième Pavane est dédiée au catholique William, Lord Petre protecteur de Byrd, tandis que le sixième l'est à Kinborough Good, la fille du Dr James Good. Le manuscrit (excepté la battell) ne présente pas de morceaux plus animés, telles courantes et voltas que l'on trouve dans le Fitzwilliam Virginal Book et une seule alman (no 38). Le contenu du Nevell est donc, dans son ensemble, dévolu à la gravité.
La naïve battell est cependant pleine de mouvements et l'une des premières musiques descriptives. Byrd y fait montre d'un rare esprit ludique. La pièce se retrouve dans le manuscrit Elizabeth Roger's Virginal Book avec trois ajouts. Elle aurait pu être écrite après la victoire de l'Armada en 1588, mais il s'agit plus probablement d'une allusion aux rébellions des Irlandais de l'époque, notamment la plus importante campagne de 1578.
Thurston Dart écrivait en 1960 que l'anthologie méritait d'être mieux connue, car « elle est constituée d'une série de chefs-d'œuvre. »

### Formes
On peut définir les cinq formes principales du recueil, en partie grâce à Thomas Morley, un élève de Byrd des années 1570, qui en évoque certaines dans son Introduction facile et simple à la pratique de la musique (1597), et à d'autres textes contemporains.

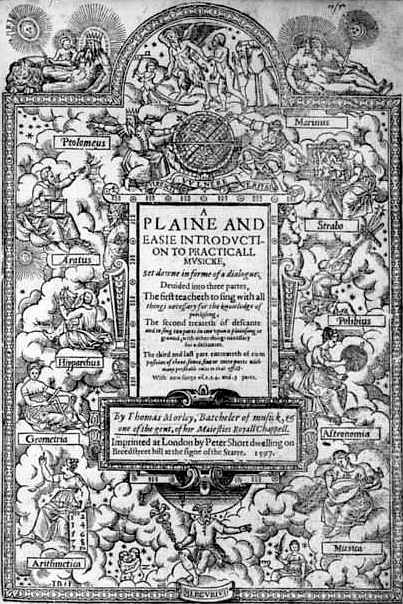
Page de titre de Plaine and Easie Introduction to Practicall Musicke (1597) de Thomas Morley, dédiée à W. Byrd.

- Il y a 10 pavanes 12 gaillardes. Bien que d'origine dansée, la pavane est devenue, à l'époque des premières composées par Byrd — c'est-à-dire dans les années 1570 — une pièce de musique pour « plaire à l'oreille » ainsi que l'écrit Christopher Simpson en 1677[32]. Leur caractère est « très Grave, et Sobre ; Plein d’Art et de Profondeur » (Thomas Mace[33]). Techniquement, Morley en précise la forme : « pavane, une sorte de musique posée, ordonnée pour danser gravement, et normalement faite de trois strophes dont chacune est jouée ou chantée deux fois ; les musiciens composent une strophe avec huit, douze ou seize semi-brèves, comme ils veulent, mais je n’ai jamais vu moins que huit dans une pavane. […] Aussi, vous devez concevoir votre musique par groupes de quatre semi-brèves ; si vous suivez cette règle, peu importe le nombre de groupes de quatre que vous mettez dans votre strophe, car tout tombera bien à la fin[34] ». Le nombre de trois strophes est réglé en raison du pas de danse lui-même, qui le nécessite[35]. Juste après il définit la gaillarde : « celle-ci est une sorte de danse plus légère et plus vigoureuse que la pavane, avec le même nombre de strophes ; vérifiez combien de groupes de quatre semi-brèves vous avez mis dans les strophes de votre pavane, et dans la gaillarde vous mettez six blanches pour chaque groupe de quatre. ». Ainsi la longueur des strophes de la pavane engendre celle de sa suivante, la gaillarde. Byrd respecte cet équilibre ; il y déroge seulement avec les pavanes courtes de huit mesures, où il préfère une gaillarde de huit mesures pour avoir plus de place.
- Il y a 7 Fantaisies. Dans la langue de l'époque les fantaisies sont fancy[36] ou parfois Volontary. Pour Morley, il s'agit de « la principale et plus importante sorte de musique qui est faite sans chanson […] Quand un musicien choisit une idée – a point, une imitation – selon son gré, et le tord et le tourne et l'étire selon son désir, produisant plus ou moins selon ce qui s'accorde le mieux à son humeur[34]. » Dans sa dédicace de l'ouvrage Morley explique à son maître, W. Byrd, que le contenu du livre « provient de vous », on peut, comme Moroney le remarque, « y voir une description éloquente des fantaisies de Byrd »[37].
- Il y a 6 Variations. La variation prend généralement des mélodies traditionnelles (tune) pour thème ; d'autres le sont sur une basse[38]. C'est un genre plus léger que les autres. Byrd en a composé quatorze et il en figure six dans le Nevell. La mélodie s'expose en huit et jusqu'à vingt mesures ; le nombre de variations étant à la proportion inverse de la longueur de la mélodie, et varie de trois à vingt-deux (Walsingham no 31). De variation en variations la complexité augmente.
- Il y a 5 Grounds. En général la basse obstinée qui sert de thème est de huit notes/huit mesures, d'autres de seize. Byrd laisse des partitions où la basse n'est que deux notes (Les cloches), mais dans le Nevell, ils sont plus longs. La mélodie peut parfois monter dans les voix du dessus. Morley indique la nécessaire qualité technique dont doit faire preuve le musicien pour les variations sur un ground. « Le Ground est un Nombre fixe de Notes Lentes, très Graves, et Solennelles », ainsi parle Thomas Mace, dans son Musick’s Monument de 1676[33].

En fait, le compositeur mélange parfois plusieurs genres, que l'on aurait tort de séparer : « la distinction moderne et cartésienne entre les grounds, certaines séries de variations, et quelques pièces utilisant des petites formes de danses […] est artificielle, car elle donne plus d'importance à la matière de base qu'au procédé musical de Byrd » selon Davitt Moroney. Deux exemples de ce mélange se trouvent dans The Seventh Pavian (no 22) et The Passinge Mesures: the Nynthe Pavian (no 24).

### Agencement

Organisation du premier groupe de pièces (nos 1 à 9) de My Ladye Nevells Booke.

Byrd ou son compilateur, ont organisé les quarante-deux pièces selon deux parties au poids presque identique : 
- partie I, pièces nos 1 à 25 (folios 1 à 105)
- partie II, pièces nos 26 à 42 (17 pièces, folios 105 v à 192).

On peut scinder en trois groupes qui ont chacun un agencement :

#### Partie I
Le premier groupe contient neuf pièces. Il est composé de trois grounds et d'une fantaisie, cernant les pièces les plus légères du recueil : la bataille (nos 3 à 5), un « medley », le barlye breake (no 6) et la galliard gygg (no 7).
Un second groupe de seize pièces est composé du cycle de neuf pavanes et gaillardes. Au propre, comme au figuré, il s'agit du « centre de gravité » du recueil.
Selon Olivier Neighbour, c'est l'agencement en cycle des neuf premières pavanes et gaillardes qui porte la marque des choix propres au compositeur. On y voit l'attention à la symétrie, la diversité et la progression, culminant avec la neuvième, la plus longue.
| Pavane | Tonalité – Mode               | Strophes     | Sections | Procédé                                             |
| ------ | ----------------------------- | ------------ | -------- | --------------------------------------------------- |
| No 1   | mineur (ut, dorien transposé) | à 16 mesures | 6        | Pavanes 1 à 4 : alternance 16 et 8 et majeur/mineur |
| No 2   | majeur (sol, mixolydien)      | à 8 mesures  | 3        |                                                     |
| No 3   | mineur (la, éolien)           | à 16 mesures | 6        |                                                     |
| No 4   | majeur (ut, ionien)           | à 8 mesures  | 3        |                                                     |
| No 5   | mineur (ut, dorien transposé) | à 16 mesures | 6        | Pavanes 5 à 8 : Byrd ne conserve que les à 16       |
| No 6   | majeur (ut, ionien)           | à 16 mesures | 6        |                                                     |
| No 7   | majeur (sol, mixolidien)      | à 16 mesures | 6        | Traitement en canon. Pas de Gaillarde               |
| No 8   | mineur (la, éolien)           | à 16 mesures | 6        | Pas de Gaillarde                                    |
| No 9   | mineur (sol)                  | à 32 mesures | 6        | Basse ground : Passamezzo antico                    |

#### Partie II

Organisation des pièces no 26 à 42 du manuscrit My Ladye Nevells Booke.

Le dernier groupe de dix-sept pièces, est composé de 6 variations, 6 fantaisies et 2 grounds et forme la seconde partie.
Elle contient en son centre quatre variations (nos 31 à 34) qu'entourent deux grounds (nos 30 à 35), parmi les plus réussis de Byrd.
De chaque côté de ce bloc central, il y a deux groupes de quatre pièces, formés par trois fantaisies (nos 26, 28, 29 puis 36, 41, 42) et une variation intercalée (nos 27 et 37). Avant les deux dernières fantaisies – légère rupture du schéma – sont insérés l’Alman (no 38) et la Pavane et Gaillarde (nos 39 et 40), dédiée à W. Peter, apportant une variété supplémentaire.

#### Résumé
Tableau résumant les caractéristiques principales des quarante-deux pièces et leur agencement. Il met en évidence que la construction du recueil, n'est nullement hasardeuse.
| Légende couleurs   |
| ground             |
| battell            |
| danses             |
| fantaisie          |
| pavans & galliards |
| variations         |

| No        | Folios    | Titre                                      | BK  | Datation                 | Forme (mesures) | Forme complémentaire | Tonalité   | Notes |
| --------- | --------- | ------------------------------------------ | --- | ------------------------ | --------------- | -------------------- | ---------- | --- |
| partie I  |           |                                            |     |                          |                 |                      |            | |
| 1         | 1-7v      | my ladye nevells grownde                   | 57  | c.1590                   | ground (24)     | 6 variations         | ré mineur  | unicum |
| 2         | 8-13      | Qui passe: for my ladye nevell             | 19  | début des années 1580    | ground (40)     | 3 variations         | la mineur  | Forster Virginal Book no 9                                                                                    |
| 3         | 13v-18    | the marche before the battell              | 93  |                          | marche          | musique à programme  | sol majeur | |
| 4         | 18-31     | the battell                                | 94  | années 1590              |                 | musique à programme  | ut majeur  | |
| 5         | 32-34     | the galliarde for the victorie             | 95  |                          | gaillarde       |                      | sol majeur | |
| 6         | 34-43     | the barlye breake                          | 92  | c.1580                   | medley          | 13 variations        | sol majeur | unicum, autres sources partielles                                                                             |
| 7         | 43-45v    | the galliard gygg                          | 18  | années 1560              | gaillarde       |                      | la mineur  | unicum |
| 8         | 46-52     | the Huntes upp                             | 40  | fin années 1560          | ground (16)     | 11 variations        | ut majeur  | Forster Virginal Book no 12, Fitzwilliam Virginal Book no 68                                                  |
| 9         | 52v-58    | ut re mi fa sol la                         | 64  | c.1575                   | fantaisie       | hexacorde            | sol majeur | Fitzwilliam Virginal Book no 101                                                                              |
| 10        | 58v-61    | the first Pavian                           | 29a | années 1570              | pavane (16)     |                      | ut mineur  | Fitzwilliam Virginal Book nos 167/168                                                                         |
| 11        | 61-62v    | the galliarde to the same                  | 29b |                          | gaillarde       |                      |            | |
| 12        | 63-64v    | the seconde pavian                         | 71a |                          | pavane (8)      |                      | sol majeur | Ms. Weelkes nos 5/6, Forster Virginal Book nos 16/43, Fitzwilliam Virginal Book nos 257/258                   |
| 13        | 65-66v    | the galliarde to the same                  | 71b |                          | gaillarde       |                      |            | |
| 14        | 67-69     | the third pavian                           | 14a |                          | pavane (16)     |                      | la mineur  | Ms. Weelkes nos 3/4, Fitzwilliam Virginal Book nos 252/253                                                    |
| 15        | 69v-71    | the galliarde to the same                  | 14b |                          | gaillarde       |                      |            | |
| 16        | 71v-73    | the fourth pavian                          | 30a |                          | pavane (8)      |                      | ut majeur  | Ms. Weelkes nos 62/63,                                                                                        |
| 17        | 73v-75    | the galliarde to the same                  | 30b |                          | gaillarde       |                      |            | |
| 18        | 75v-78    | the fifte pavian                           | 31a | années 1580              | pavane (16)     |                      | ut mineur  | |
| 19        | 78v-80    | the galliarde to the same                  | 31b |                          | gaillarde       |                      |            | |
| 20        | 80v-83v   | the sixte pavian [Kinbrugh Goodd]          | 32a | années 1580              | pavane (16)     |                      | ut majeur  | |
| 21        | 84-85v    | the galliarde to the same                  | 32b |                          | gaillarde       |                      |            | |
| 22        | 86-88v    | the seventh pavian                         | 74  |                          | pavane (16)     | canon                | sol majeur | |
| 23        | 89-91v    | the eighte pavian                          | 17  |                          | pavane (16)     |                      | la mineur  | unicum |
| 24        | 92-99     | the nynthe pavian                          | 2a  | fin années 1570          | pavane (32)     |                      |            | Forster Virginal Book nos 41/42, Fitzwilliam Virginal Book nos 56/57 Passamezzo Pavana & Galliarda Passamezzo |
| 25        | 99v-105   | the galliarde to the same                  | 2b  |                          | gaillarde       | ground, 5 variations | sol mineur | |
| partie II |           |                                            |     |                          |                 |                      |            | |
| 26        | 105v-108v | the voluntarie lesson, for my Ladye Nevell | 61  | c.1590                   | fantaisie       |                      | sol majeur | |
| 27        | 109-112v  | Will Yow Walke the Woods soe Wylde         | 85  | 1590                     | variations      | 20 variations        | sol majeur | seule date précise sur les Ms.                                                                                |
| 28        | 113-119   | the maydens songe                          | 82  | années 1570              | fantaisie       | 8 variations         | sol majeur | Tomkins no 5                                                                                                  |
| 29        | 119v-125v | a lesson of voluntarie                     | 26  | début des années 1580    | fantaisie       |                      | ut majeur  | |
| 30        | 126-134v  | the second grownde                         | 42  |                          | ground (12)     | 17 variations        | ut majeur  | unicum |
| 31        | 135-142   | Have With Yow to Walsingame                | 8   | années 1570              | variations      | 22 variations        | sol mineur | |
| 32        | 142v-145  | all in a garden greene                     | 56  | années 1570              | variations      | 6 variations         | ré majeur  | Fitzwilliam Virginal Book no 104                                                                              |
| 33        | 145v-158v | the lord willobies welcome home            | 7   | 1589–90                  | variations      | 3 variations         | sol mineur | |
| 34        | 149-153   | The Carman's Whistle                       | 36  | fin années 1580          | variations (12) | 8 variations         | ut majeur  | Forster Virginal Book no 19, Fitzwilliam Virginal Book no 58, Ms. Weelkes no 46                               |
| 35        | 153v-160v | the hugh ashton’s grownde                  | 20  | fin années 1570          | ground (12)     | 12 variations        | la mineur  | Fitzwilliam Virginal Book no 60, Forster Virginal Book no 65, Ms. Weelkes no 45                               |
| 36        | 161-165v  | Fancie, for my ladye nevell                | 25  | années 1580              | fantaisie       |                      | ut majeur  | |
| 37        | 166-173   | Sellingers rownde                          | 84  | début des années 1580/90 | variations      | Ronde                | sol majeur | |
| 38        | 173v-180  | munsers almaine                            | 88  | années 1580              | alman           |                      | sol majeur | Forster Virginal Book no 62, Fitzwilliam Virginal Book no 62                                                  |
| 39        | 180v-184  | the tennthe pavian: mr. w. peter           | 3a  |                          | pavane (16)     |                      | sol mineur | Parthenia nos II/III, Forster Virginal Book nos 53/54                                                         |
| 40        | 184v-186  | the galliarde to the same                  | 3b  |                          | gaillarde       |                      |            | |
| 41        | 186v-190v | A fancie                                   | 46  | c.1590                   | fantaisie       |                      | ré mineur  | |
| 42        | 191-192   | A voluntarie                               | 27  | années 1560              | fantaisie       |                      | ut majeur  | |

## Détails des pièces
La référence BK indique le numéro du catalogue Byrd Keyboard.

### Partie I

#### 1.My Ladye Nevells grownde[fos1-7v] –BK57
Le manuscrit s'ouvre par un ground d'une longueur assez inhabituelle de 24 mesures, et dont il n'existe pas d'autre manuscrit connu. Les six variations qui le composent sont de difficultés croissantes, avec une section en rythmes ternaires commençant avec des « noire pointée - croche - noire », se transformant en une vague de sextolets de croches. La pièce se termine par une coda virevoltante où alternent main droite et main gauche, aboutissant à un renversement de l'accord de ré majeur avec fa haut perché. La structure est la même que pour la pièce suivante du recueil, mais plus libre. Composée probablement quelques années avant 1590, elle a été conservée dans ce recueil seulement (Unicum).

#### 2.Qui Passe, for my ladye Nevell[fos8-13] –BK19
La deuxième pièce est encore un ground. Le thème est tiré d'une chanson de rue italienne dansée. L'incipit en est : Chi passa per 'sta strada (« Qui passe dans cette rue ? »). On en trouve la première trace dans une publication de Filipo Azzaiolo, Villote alla Padoana (Venise, 1557) dans une version à quatre voix. La chanson était célèbre : il existe plus de quarante versions répertoriées pour le seul XVIe siècle, dont une du début des années 1560 dans le Dublin Virginal Book (Trinity College Library, D.3.30/i) et pour luth dans le Marsh Lute Book. Le célèbre compositeur Roland de Lassus aurait chanté cette chanson en s'accompagnant au luth, lors d'un mariage en 1568. Bien que la pièce soit spécifiquement écrite pour le recueil, elle figure aussi dans le Forster Virginal Book sous le titre déformé de Kepassa — et dans d'autres Kapasse, Que passa, voire Kypascie. C'est un très long ground de 40 mesures et trois sections. Byrd varie trois fois le thème en se permettant nombre de mouvements parallèles de quintes ou d'octaves, intervalles qui seront proscrits dans l'écriture rigoureuse, mais qui se trouvent aussi dans les versions pour luth. Considérant l'écriture de cette pièce, les musicologues proposent une composition dans les années 1570 ou au début des années 1580, malgré la dédicace.

#### 3.The Marche before the battell[fos13v-18] –BK93

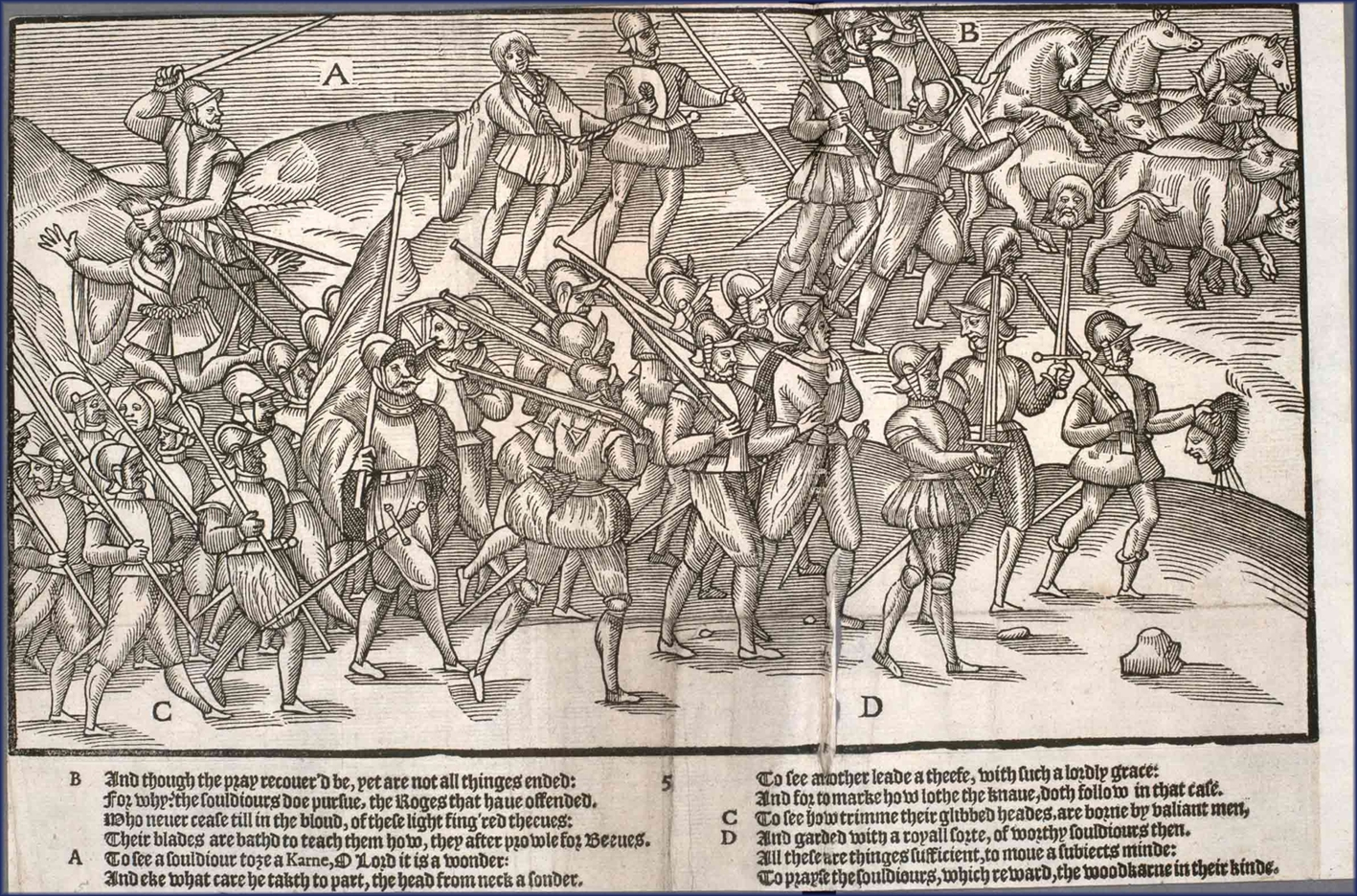
La cinquième des douze gravures de John Derricke : The English solders return in triumph, carrying severed Irish heads and leading a captive by a halter » / Les soldats anglais de retour en triomphe, portant des têtes coupées d'Irlandais et la tête d'un prisonnier par un licol. (The Image of Irelande, Londres 1581)

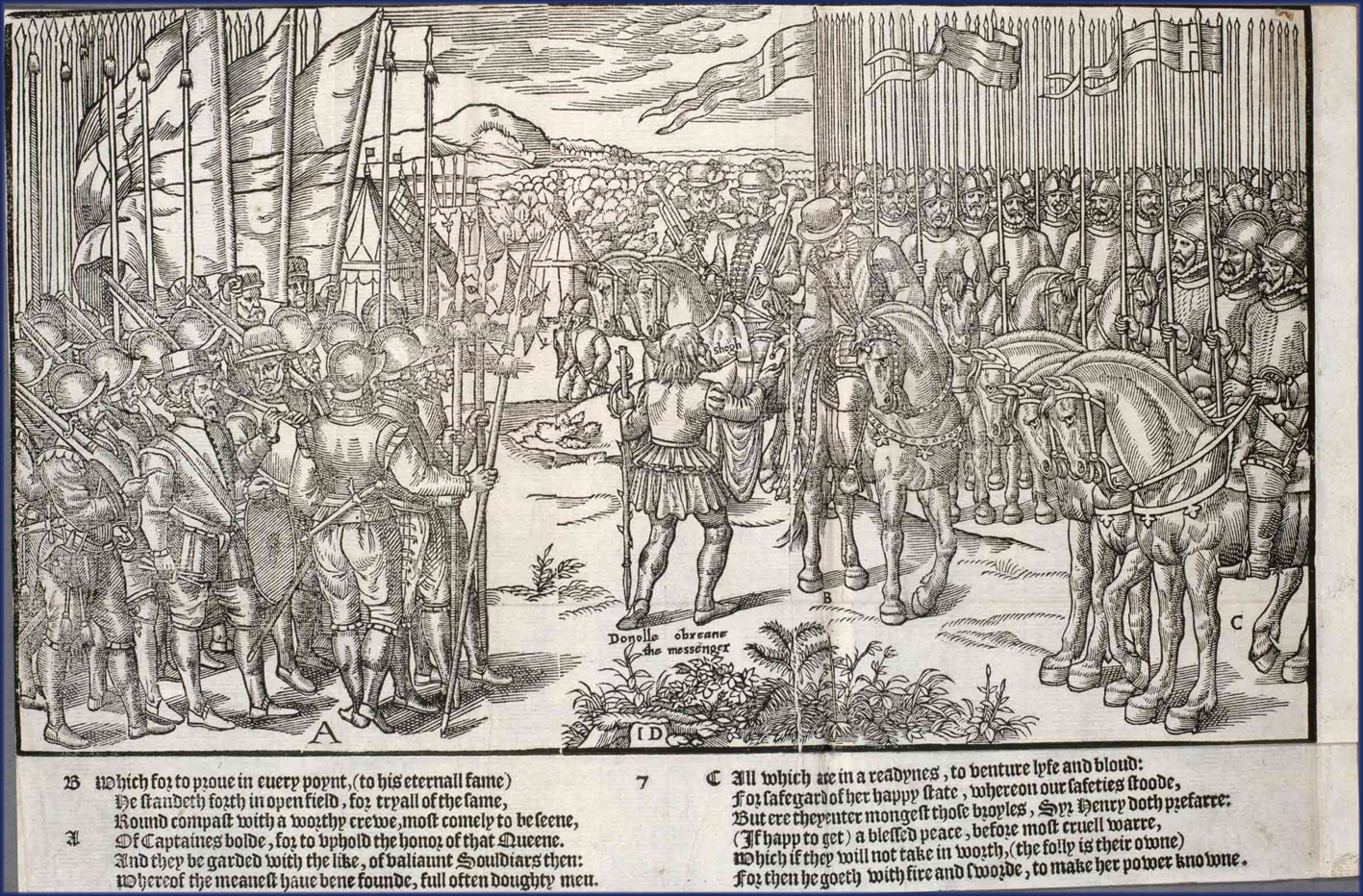
La septième des douze gravures de John Derricke : The English army is drawn up for battle, while Sidney himself parleys with a defiant messenger from the Irish / L’armée anglaise est prête pour la bataille… (The Image of Irelande, Londres 1581)

Les autres sources donnent le titre The Earl of Oxford’s March, couplé avec The galliarde for the victorie, qui semblent des compositions autonomes — en sol majeur, alors que la battell est entièrement en ut majeur. Le lien avec la guerre irlandaise n'est plus considéré par les historiens. En revanche, Alan Brown met la pièce en parallèle avec un ensemble de douze gravures de John Derricke, The Image of Irelande paru en 1581, trois ans après la campagne d'Irlande.

#### 4.The battell[fos18-31v] –BK94
La pièce, entièrement en ut majeur, est composée des sections suivantes : 
- The souldiers sommons [l’appel des soldats]
- The marche of footemen [la marche de l’infanterie]
- The marche of horsmen [la marche de la cavalerie]
- The trompetts [les trompettes][47]
- The Irishe marche [la marche irlandaise]
- The bagpipe and the drone [la cornemuse et le bourdon]
- The flute and the droome [la flûte et le tambour]
- The marche to the fighte [la marche vers la bataille]
- tantara, tantara ; The retreat [la retraite].

Le Manuscrit d'Elisabeth Roger ajoute : The buriing of the dead ; The morris ; The souldiers daunce.
Il s'agit de la plus ancienne musique à programme connue,, mais pas de la première bataille qui a une longue tradition (qu'on trouve par exemple chez Clément Janequin). Chez les Anglais on peut citer une pièce de John Bull, A Battle and no Battle et de John Dowland, la Battle Galliard pour luth. La marche irlandaise cite les airs Calino Custurame – que Byrd utilise aussi pour concevoir un cycle de cinq variations sur la mélodie, Callino Casturame (BK 35) présent dans le Fitzwilliam Virginal Book, no 158, daté peut-être des années 1590 – et Half Hanniken. The flute and the drum, La flûte et le tambour, campe les Anglais sans qu'il soit besoin de les nommer.

#### 5.The galliarde for the victorie[fos32-34] –BK95

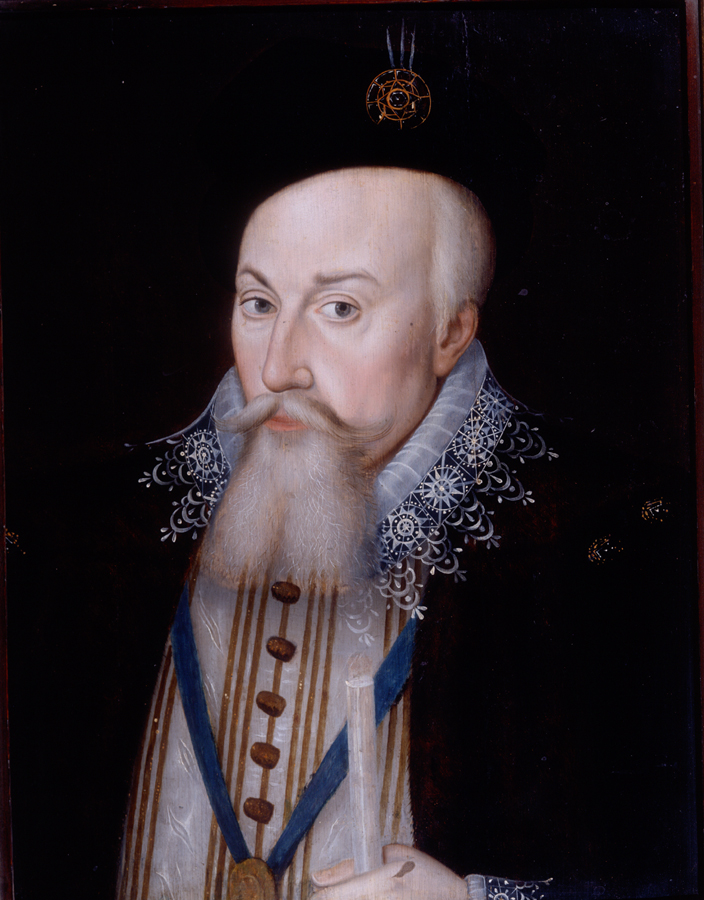
Portrait de Dudley, Comte de Leicester (1532–1588).

À la fin de la pièce est citée une déformation de l'air célébrissime intitulé Bonny Sweet Robin dont on pense qu'elle évoque Dudley, Comte de Leicester, lieutenant de la reine et surnommé Sweet Robin. La gaillarde — tout comme la marche qui précède la bataille — est manifestement une pièce autonome dans une autre tonalité, sol majeur et peut s'écouter indépendamment.

#### 6.The barleye breake[fos34-43] –BK92
Le barley-break est un jeu d'extérieur similaire au British bulldog et qui en français s'appelle l'Épervier. Il était parfois accompagné musicalement de Medley. Le déroulement a été décrit par Sir Philip Sidney dans un poème, Lamon (vers 1581–83). La pièce est composée de treize sections. Le compositeur campe les six protagonistes du jeu (trois couples) dans les six premières sections dotée chacune de sa variation. Se succèdent, un rythme de gaillarde (trois blanches-une ronde) à huit mesures, puis deux gigues pour les joueurs qui courent et enfin une alman ; Byrd y cite une chanson populaire, Browning, my dear,. Plus loin, juste avant que le jeu ne commence, des fanfares de trompettes entonnent un air de « chanson de bataille ». Ce méli-mélo utilise encore la pavane. Neighbour, comme le rappelle Moroney, le voit comme une sorte de « version domestique » de la Battell qui précède. L'œuvre est datée d'environ 1580 et ne se trouve (entière) que dans le manuscrit Nevell.

#### 7.A Galliards Gygge[fos43-45v] –BK18
Plus construite comme une Galliard que comme une Gig, la musique avance en groupes de quatre mesures ; les quatre suivantes étant une variation. L'articulation est en deux sections de trente-deux mesures sous la forme Aa – Bb – Cc – B’b’ et le schéma se reprend dans la deuxième section. La main gauche a un rôle harmonique dans la première section. Un rythme presque immuable ronde-blanche qui ressemble à un ground, alors que dans la seconde elle se fait loquace par des groupes de croches sur plusieurs mesures. Dérive d'une des chansons et danses italiennes publiées par Azzaiolo. La basse revient pour les deux sections de huit mesures. Pièce de jeunesse datant des années 1560, qu'on trouve uniquement dans le Nevell.

#### 8.The Huntes upp[fos46-52] –BK40

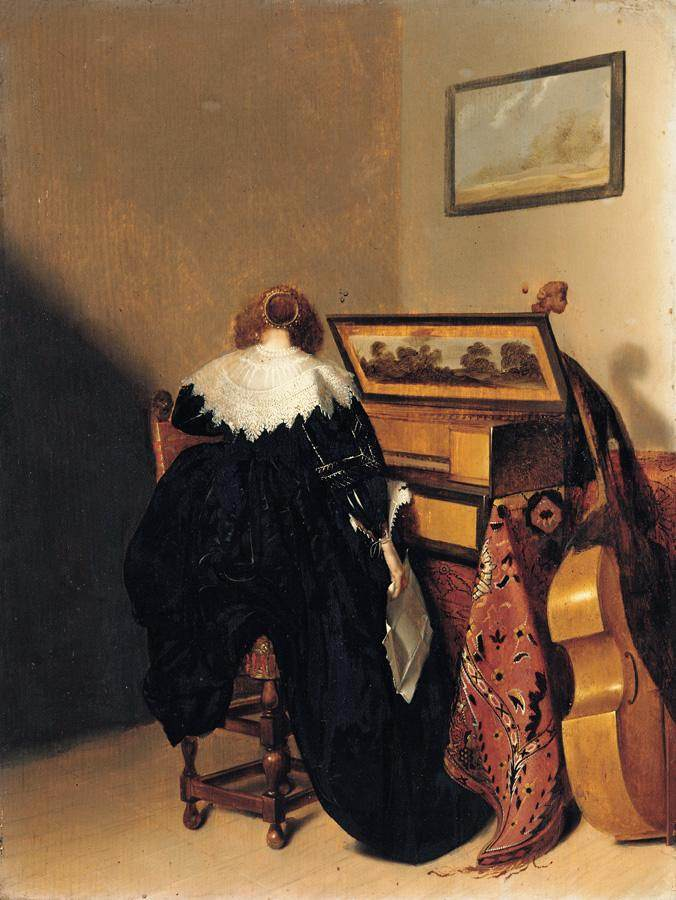
Une dame assise à son virginal, Pieter Codde (1599–1678) (Coll. particulière).

La pièce est fondée sur un ground de 16 mesures en ut majeur et onze variations. Le titre hunt’s up étant donné aux chants ou musiques du matin ainsi que l'évoque le texte original, The King’s Hunt Is Up. Byrd cite une mélodie élisabéthaine, The Nine Muses. La page de Byrd apparaît deux fois dans le Fitzwilliam Virginal Book : The Hunt’s up (no 59) et sous le nom de Pescodd Time (no 276). L'ordre de quelques variations est bouleversé dans d'autres sources. Des citations d'airs populaires n'ont pu être identifiées. Orlando Gibbons en a tiré des variations éponymes mais sur la mélodie et John Johnson The New Hunt’s Up (après 1580) pour deux luths, sur le ground, comme Byrd. Pièce de jeunesse, de la fin des années 1560.

#### 9.Ut Re Mi Fa Sol La[fos52v-58] –BK64
Majestueuse fantaisie sur l'hexacorde, composée dans le style du ricercar. Comme l'œuvre est en sol majeur, les notes en valeurs longues, ascendantes puis descendantes, partent du sol, le manuscrit notant soigneusement chaque départ et chaque fin. Bien que Byrd ne soit pas le premier à utiliser le thème (il apparaît chez [John ? Robert ?] White et Nicholas Strogers fin des années 1550 ou début des années 1560, dans le Ms. 371 fos 20-22, de la Christ Church d'Oxford), il est en revanche le premier à en tirer une œuvre qui se développe sur plusieurs pages (soit d'une durée d'environ huit à neuf minutes) – Strogers ne le présentait que quatre fois. Byrd compose deux autres fantaisies, l'une d'elles nécessitant trois mains (BK 58) ouvre le manuscrit autographe de Thomas Tomkins (BN Fonds du Conservatoire de Paris, Ms. Rés. 1122 / olim Ms. 18547). La génération suivante de compositeurs abonde en pièces sur hexacorde, dont Bull, Tomkins ou Farnaby, puis sur le continent avec Frescobaldi, Froberger ou Sweelinck pour ne citer que les plus fameux.
À la mesure 62, Byrd utilise une mélodie populaire identifiée par Olivier Hirsh, « Bruynsmedelijn ». D'origine flamande et connue en Italie sous le titre de Basse flamande, il existe une allemande bâtie sur ce thème est dans le Dublin Virginal Manuscript (no 19). De son côté Frescobaldi en tire son Capriccio sopra la Bassa fiammenga en 1624. Au cours de la pièce, Byrd quitte le sol majeur : à partir de la sixième entrée, il fait débuter l'hexacorde par un fa, puis lors des suivantes, un sol, un la, un si et enfin un ut. On pense que la pièce a été composée vers 1570–75 et dédiée pour le dix-septième anniversaire du règne de la reine Élisabeth, à l'instar de l'édition des dix-sept motets, Canciones Sacræ (1575), de Byrd (et conjointement, autant de Tallis). L'œuvre est généralement jouée à l'orgue.

#### 10.The Firste Pavian[fos58v-61] –BK2911.The Galliarde to the Firste Pavian[fos61-62v] –BK29
La pavane est à huit mesures et composée de trois sections, chacune avec énonciation et reprise (indiquées « Rep. » dans le Fitzwilliam). La tonalité d’ut mineur est pour Byrd réservée aux pièces sombres et graves, mais très rare dans la musique pour clavier de la période (sauf à l'orgue lorsqu'il soutient les chœurs en raison des transpositions). La construction est similaire à la Newman’s Pavane du Mulliner Book qui est dans la même tonalité. Selon une annotation du Fitzwilliam, il s'agirait de la première pavane du compositeur. La forme indique qu'elle a été primitivement destinée plutôt pour le consort qu'au clavier (elle est à cinq voix) et date probablement des années 1570.
La Gaillarde, s'ouvre avec une variante d'une mélodie populaire Crimson Velvet, qui porte les vers suivants : « The lamentable complaint of Queen Mary, for the unkind departure of King Philip » / « La lamentation de la reine Marie, pour le départ du méchant roi Philip » et dont l'incipit est : « You that true Christians be… / Vous qui êtes de vrais Chrétiens » témoignant de son usage dans les milieux catholiques.

#### 12.The Seconde Pavian[fos63-64v] –BK7113.The Galliarde to the Seconde Pavian[fos65-66v] –BK71
La seconde pavane est en sol majeur, à quatre voix et plus courte que la précédente. L'énoncé est de huit mesures et il y a six sections, soit 48 mesures. Byrd génère la basse en utilisant un procédé de contrepoint en augmentation des cinq petites notes du début de la mélodie. Dans d'autres sources, la pavane apparaît comme Pavana. Fant., où Fant. a longtemps été lue comme fantaisie. Mais selon Alan Brown, ce pourrait être l'abréviation du nom de Richard Farrant, maître de chœur à Windsor, mort en 1581 et dont on trouve deux pièces dans le Mulliner Book.
La gaillarde est d'une grande variété rythmique avec une section centrale en ternaire, d'abord de noires, puis de croches avec quelques broderies en doubles, avant les syncopes de la dernière section. Dans ce couple, les mains droite ou gauche, se répartissent un travail équivalent.
Le début de la Pavane, suivi du début de la galliarde :

#### 14.The Third Pavian[fos67-69] –BK1415.The Galliarde to the Third Pavian[fos69v-71] –BK14
La pavane et sa gaillarde apparaissent dans quatre sources ce qui induit sa popularité. Avec de notables variantes avec la copie Nevell : notamment Fitzwilliam et surtout le Manuscrit Weelkes, dont Moroney affirme qu'elle est une révision du Nevell. Elle est en la mineur, à seize mesures — donc longue — et en six sections.
La gaillarde est en la majeur.

#### 16.The Fourth Pavian[fos71v-73] –BK3017.The Galliarde to the Fourth Pavian[fos73v-75] –BK30
Pavane courte, à huit mesures en ut majeur, mais elle commence par un accord en fa. La gaillarde devrait comporter trois strophes, mais Byrd en ajoute une quatrième en resserrant à quatre mesures l'énoncé de la dernière, ce qui ne trouble pas le nombre de mesures. C'est cette page qui porte le mr w. birde, homo memorabilis, noté par John Baldwin.

#### 18.The Fifte Pavian[fos75v-78] –BK3119.The Galliarde to the Fifte Pavian[fos78v-80] –BK31
La pavane est en ut mineur et à seize mesures, c'est-à-dire longue. Il en existe une version pour luth qui exprime encore plus la mélancolie sous-jacente qu'au clavecin ou au virginal. Le copiste ajoute à la fin de la pièce : « laudes deo » (que Dieu soit loué).

#### 20.Pavana the Sixte: Kinbrugh Goodd[fos80v-83v] –BK3221.The Galliarde to the Sixte Pavian[fos84-85v] –BK32
Si, curieusement, aucune des pavanes et gaillardes n'est dédiée à Lady Nevell, cette sixième l'est à Kinborough Good, fille du docteur James Good, qui épouse Robert Barnewell avant 1589. La pièce est donc datée du milieu des années 1580. Pour le schéma, Byrd brise l'alternance pavane longue, pavane courte, tout en conservant le mode : l'énoncé est de seize mesures avec six sections et en ut majeur.
La gaillarde cite une fois encore l'air Crimson Velvet, utilisée dans la première.

#### 22.The Seventh Pavian[fos86-88v] –BK74
Le titre complet donné par le Fitzwilliam, The Seventh Pavian, Canon 2 parts in 1, précise la technique d'écriture. Il s'agit d'un canon où la mélodie du soprano, est répétée par l'alto une quinte plus bas à la mesure suivante. Byrd orne le soprano dans les reprises variées et convie le ténor au canon. L'écriture est dense et extrêmement difficile et l'un des plus vieux témoignages du mélange des genres contrapuntique et danse. Thurston Dart a émis l'hypothèse que la pièce aurait été écrite en hommage à Thomas Tallis, mort en 1585. On ignore pourquoi le manuscrit ne comporte pas de gaillarde. – L'exemple reproduit la dernière partie de la pièce.

#### 23.The Eighte Pavian[fos89-91v] –BK17
Pavane longue de seize mesures, en la mineur ; néanmoins, chacune des trois strophes commence par des accords en majeur. Toute la pièce est faite d'une broderie en imitation, où la main droite domine. Pièce présente uniquement dans le manuscrit Nevell.

#### 24.The Passinge Mesures: the Nynthe Pavian[fos92-99] –BK225.The Galliarde to the Nynthe Pavian[fos99v-105] –BK2
Byrd dans ce couple, passe à une maîtrise supérieure développant une pavane à 32 mesures, suivie de cinq variations, l'une des plus longues de l'auteur, avec près de deux-cents mesures (l'autre étant la Quadran fondée sur le Passamezzo moderno). Passinge mesures est une anglicisation du mot italien passamezzo, qui désigne la basse très utilisée sur le continent et dont on trouve dans le Dublin Virginal Book le thème sur lequel est construite la pavane, Passamezzo antico. Johnson en laisse des versions pour luth. Copié aussi dans le Forster et le Fitzwilliam avec six variations (la gaillarde est en revanche est privée de sa cinquième section).
La basse est citée six fois, chaque note étant étirée sur quatre mesures. Cette particularité déroge à la structure d'une pavane où, en l'occurrence, les variations ne reprennent pas la section précédente. Néanmoins le compositeur combine dans une même pièce, avec une merveilleuse habilité, le ground, la variation et le contrepoint. Dans la seconde strophe, Byrd utilise les rythmes ternaires. L'œuvre est écrite avant la fin des années 1570 et connaît des hommages, notamment celui, impressionnant, d'un élève de William Byrd, Peter Philips avec la Passamezzo Pavana et la Galiarda Passamezzo datées de 1592 dans le Fiztwilliam (no 76 et no 77).
Dans la dernière strophe de la gaillarde, Byrd cite des éléments d'une gigue — en triolets de croches — connue à l'époque sous le nom de The Lusty gallant (« galant vigoureux »).

### Partie II

#### 26.A Voluntarie: for my ladye nevell[fos105v-108v] –BK61
La pièce introduit la seconde partie du recueil. La table du manuscrit ajoute Voluntarie lesson. Le morceau commence par un petit prélude de sept mesures, qui affirme la tonalité de sol majeur. La fantaisie débute sous forme d'un contrepoint serré, ténor, alto, basse, soprano, puis les départs ou points en imitations, se succèdent rapidement dans les différentes tessitures, ce qui suggère peut-être une conception originale pour consort, excepté les quatre dernières mesures de cadence parfaitement destinées au clavier. Structure proche de la Fantaisie no 41. Pièce connue uniquement dans le Nevell (unicum).

#### 27.Will Yow Walke the Woods soe Wylde[fos109-112v] –BK85
Si le texte du poème a été perdue, la mélodie très populaire au XVIe siècle, « Voulez-vous marcher dans les bois si sauvages ? » se trouve dans le livre de luth de Giles Lodge (1571) et l'auteur identifié à Charles Jackson. L'air survit sous le titre ultérieur de Greenwood. Orlando Gibbons en a tiré huit variations, qu'on trouve dans le Fitzwilliam (no 40). La pièce de Byrd y est aussi présente, sous le titre de The Woods so Wild (no 67). La mélodie fait huit mesures et son harmonie passe du fa au sol majeur, ce qui se répète tout le long. Après l'énonciation dans le registre aigu de la mélodie, une brève coda conclut la pièce. Moroney ajoute que la conception peut être regroupée par cinq avec une paire de variations centrales en plus, soit : 1-5, 5-10 – 11-12 – 13-17, 18-22. L'œuvre est datée précisément dans les deux manuscrits cités, de 1590, et présente dans cinq autres manuscrits, signe évident de sa popularité. Dans le Nevell, il manque les variations 11 et 12, ajouts postérieurs. Pièce copiée aussi dans le Forster Virginal Book (no 17) et le Ms. Weelkes (no 47).

#### 28.The Maydens Songe[fos113-119] –BK82
On pense que le thème a été fourni par les courtes variations anonymes, The Maiden’s Song du Mulliner Book ; en revanche les paroles de la ballade ne sont pas connues. Pendant quatre mesures dans le registre du ténor, Byrd introduit la mélodie à nu – à l'instar de Walsingham et de The Carman whistle deux pièces fameuses en variations (voir plus bas). La mélodie s'étend sur seize mesures, subdivisées en quatre phrases de quatre mesures. Dès la cinquième mesure du morceau, deux autres voix plus graves l'accompagnent. Puis à quatre voix, lorsque le dessus chante la mélodie à l'octave pour la première des huit variations. Dans la section centrale, Byrd introduit des rythmes ternaires à la main gauche, alors que la mélodie est énoncée invariablement en binaire. Mais les deux mains sont bientôt contaminées, les ondulations passant de l'une à l'autre en alternance. Dans la variation finale, Byrd multiplie les imitations dans tous les registres. Davitt Moroney pense que la pièce pourrait être datée des années 1570, ou même de la décennie antérieure. Copié aussi dans le Fitzwilliam (no 157).

#### 29.A Lesson of Voluntarie[fos119v-125v] –BK26
Si certaines sources l'intitulent Phantasia, trace de son origine de fantaisie perdue pour consort à cinq voix, il est aussi possible de lire le « of » comme un « or » (ou). Thomas Tomkins (Paris, Ms. 18547) remarque que l'œuvre est « Une excellente fantaisie de Mr Byrd, deux parties en une, à la quarte au-dessus ». Avec la septième pavane, il s'agit de la seule œuvre qui utilise l’écriture canonique de façon systématique. La seconde partie cite, par plaisanterie, une chanson populaire de l'époque, Sicke, sicke and very sicke, Malade, malade et très malade,. juste avant la gigue en rythmes ternaires. Quant à la troisième, elle redevient sérieuse. Composée au début des années 1580.

#### 30.The Second Grownde[fos126-134v] –BK42
Le ground est connu sous le nom de Goodnight (« Bonne nuit ») qui apparaît notamment par une pièce anonyme dans le Dallis Lute Book vers 1570 (IRL-Dtc TCL Ms 410) :
Le compositeur l'avait déjà utilisé pour un consort intitulé Prelude and Ground, mais Moroney tient l'œuvre pour clavier encore plus réussie et dit-il « l’une des meilleures compositions de Byrd, […] l’un des sommets de sa créativité ». En tout cas, c'est le ground le plus élaboré du recueil et l'une des plus longues pièces du compositeur. La mélodie-ground fait douze mesures, subdivisées en deux couples de quatre, plus deux mesures ; les petites phrases de deux mesures aux caractères différents, jouant un rôle bien contrasté tout le long des variations. Les six à huit sont en rythmes ternaires. À la douzième variation, Byrd transporte la mélodie au soprano pour y rester jusqu'à la fin, sauf les deux petites mesures où la basse redescend dans le grave. À la seizième, Byrd conclut dans des fusées qui explorent les ambitus les plus extrêmes du clavier. La pièce date peut-être d'avant 1580 et ne figure que dans le Nevell (unicum).

#### 31Have With Yow to Walsingame[fos135-142] –BK8
Le thème sert de prétexte à vingt-deux variations en sol mineur. La populaire chanson de route « As I went to Walsingham », En allant à Walsingham, fait référence au pèlerinage de Walsingham, dédié à la vierge Marie et démantelé en 1538. Cependant, les paroles connues ne correspondent pas tout à fait à la mélodie utilisée. En fait, selon Moroney, les pèlerinages étaient propices à des rencontres galantes et, comme le dit l'archevêque Percy (1765), « amenaient leurs fidèles au seul sanctuaire de Vénus ». La prosodie exacte, et les mots correspondants, se trouve dans Hamlet de Shakespeare (acte IV, scène v), dans la bouche d'Ophélie :
| « How should I your true love know From another one? By his cockle hat and staff And his sandal shoon. » |  |  | « Comment voir l’amour fidèle, Un amour d’un autre ? Par son chapeau en coquille Et par ses sandales. » |

Puis :
| « He is dead and gone, lady, He is dead and gone ; At his head a grass-green turf, At his heels a stone. » |  |  | « Il est mort, parti, Madame, Il est mort, parti ; À sa tête une tourbe verte, À ses pieds une pierre. » |

Cependant, selon le musicologue Bradley Brookshire, Byrd, y aurait caché un « discours secret » adressé aux réfractaires catholiques dans l'époque élisabéthaine par « des symboles musicalement codés de vénération et de lamentation catholique ». Les luthistes élisabéthains se sont aussi emparés du thème notamment Johnson qui en laisse des variations. Il n'y a pas de lien avec Sir Francis Walsingham, qui lui, était plutôt « fervent persécuteur des catholiques » (Moroney). Copié aussi dans le Forster Virginal Book (no 12) et le Fitzwilliam (no 68). Selon les sources, datée de la fin des années 1560 ou des années 1570.

#### 32All in a Garden Grine[fos142v-145] –BK56
Six variations fondées sur un thème populaire apparu dans les années 1570,, dont on ne connaît pas d'autre exemple d'utilisation. Tout le long du morceau, Byrd conserve la lenteur première de la mélodie (au lieu de la transformer en passages rapides), alors que le contrepoint dès la fin de la troisième variation se précipite en vagues de doubles-croches. En revanche la variation six, à cinq voix, joue sur un procédé de déchant, comme souvent à la fin de ses variations. Ici, la mélodie est à l'alto, accompagnée tant au-dessus qu'au-dessous, par des figures se répondant d'un registre à l'autre. Copié dans le Fitzwilliam (no 104).

#### 33.Lord Willobies Welcome Home[fos145v-158v] –BK7
Qualifié de « courageux dans la bataille » et de « brave », Peregrine Bertie, treizième baron Willoughby de Eresby, mort en 1601, est un militaire dont les retours de campagnes sont deux fois documentés par les historiens. La date de l'œuvre se situe donc vers 1590 lorsque le baron Willoughby « rentre chez lui » définitivement après son commandement d'un contingent anglais au siège de Paris. Selon Moroney, cette page est peut-être l'« une des compositions les plus nouvelles copiées dans Nevell », alors que Byrd est âgé de cinquante ans. Le thème en sol mineur, est énoncé en douze mesures, suivi de deux variations jouant sur un motif montant en croches, imité du luth. Dans le Fitzwilliam (no 68) ces variations prennent le titre de Rowland, en raison d'une gigue populaire à l'époque, Rowland and the Sexton, peut-être écrite par William Kemp, un clown et qui prend le nom de Kemp’s jig dans certains arrangements. Les deux œuvres de John Dowland, éponymes au nom du Fitzwilliam, sont plus récentes. Copié aussi dans le Forster Virginal Book, moins quelques mesures oubliées.

#### 34.The Carmans Whystle[fos149-153] –BK36
L'introduction de ce « charretier sifflotant » est énoncé d'abord en canon par l'alto et la basse, puis viennent seulement les douze mesures de la mélodie au soprano, harmonisée (en ut majeur) ; suivent huit variations. La dernière est suivie d'une conclusion ou d’appendice avec un thème pompeux et solennel (reproduite plus bas en exemple). Ce « petit joyau de gaîté et d'humour, ne lâche pas un instant, dans les entrelacs et les imitations, ce « sifflement » populaire, qu'on traîne ensuite toute la journée, dont on ne peut plus défaire sa mémoire ! » Six des sept manuscrits sources ont été manifestement utilisés à des fins pédagogiques, car ils portent des doigtés. Johnson laisse deux versions pour luth sur le thème, avec leurs variations.
Pièce datant des années 1580. Copié dans le Forster Virginal Book sous le nom de Ground, le Matchett, le Fitzwilliam (no 104) et le Ms. Weelkes no 46. Le compositeur australien Percy Grainger en a réalisé un arrangement pour piano de concert en mars 1947 — l'exemple ci-dessous reproduit la dernière section de la pièce.

#### 35.Hughe Ashtons Grownde[fos153v-160v] –BK20
Hugh Aston, mort en 1558, actif à la cour d'Henry VIII, est connu pour quelques pièces vocales fragmentaires et un Hornepype pour clavier datant de la décennie 1530 (ou avant), lequel a inspiré une autre œuvre à Byrd. Le ground provient d'une pièce pour consort intitulée Hugh Aston’s Maske, mais il est sans doute d'origine plus ancienne. Il est en la mineur et fait seize mesures. Byrd ajoute douze variations. Dans le Fitzwilliam Virginal Book elle apparaît sous le nom de Tregrians Ground (no 60). D. Moroney avance que ce double titre n'est pas incompatible : si la pièce est dédiée à un des Tregian, elle reste fondée sur le ground puisé dans la pièce de Hugh Aston. Pour le luth, Edward Collard, laisse un Collard’s ground basé sur le même thème que Byrd.
La pièce date de la fin des années 1570. Copié dans le Forster Virginal Book, intitulé juste a Ground.

#### 36.A Fancie, for my Ladye Nevell[fos161-165v] –BK25
Une fantaisie est un motet instrumental. Celle-ci est en ut. La première partie est en style de capriccio, et la seconde, comme la fantaisie homologue no 41, en rythmes de danses. Cette fantaisie est digne d'être comparée à Bach.
Probablement daté de la fin des années 1580. Copié dans le Fitzwilliam (no 103).

#### 37.Sellingers Rownde[fos166-173] –BK84
Ronde en sol majeur, probablement basée sur une mélodie populaire irlandaise apparue vers 1543, elle s'étend sur vingt mesures, en rythme de gigue et neuf variations. Dans la variation six, les quatre premières mesures sont en tierces conjointes à la main gauche. Selon les sources anciennes, il ne faut utiliser que les deux mêmes doigts tout le long… L'œuvre, qui déborde de joie et d'énergie, est l'une des plus connues de Byrd : les Variations on an Elizabethan Theme, œuvre collective réalisée en 1952 par Lennox Berkeley, Michael Tippett, Benjamin Britten, Arthur Oldham, Humphrey Searle et William Walton, sont basées sur cette pièce. Enfin Glenn Gould a consacré un essai sur ce morceau où apparaît un curieux accord de si à la dernière variation, ouvrant la porte à « l'émergence prochaine d'un nouveau système harmonique orienté vers la tonalité, auquel d'ici peu d'années presque toute la musique de l'époque va souscrire ». La pièce n'est pas datée et peut correspondre au début des années 1580 ou de la décennie suivante. Copié dans le Fitzwilliam (no 64).

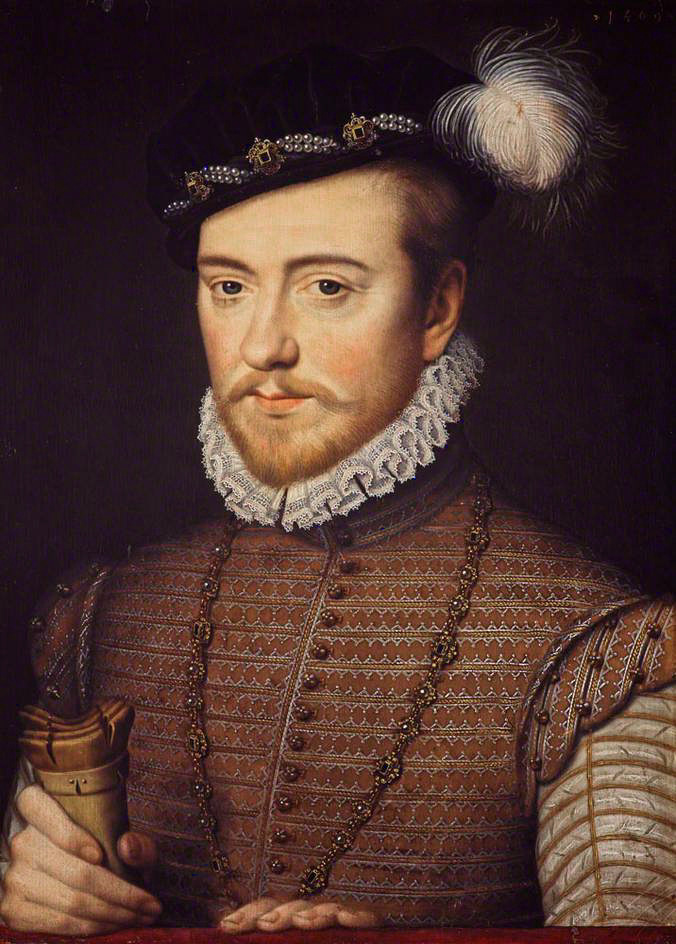
Le Duc d'Alençon (par François Clouet, 1569).

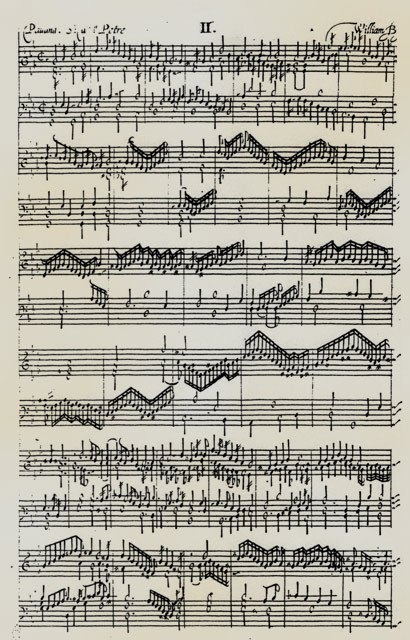
William Byrd : Pavane dédiée à Sir William Peter, BK3 publiée dans le Parthenia et gravé par William Hole (1611).

#### 38.Munsers Almaine[fos173v-180] –BK88
Modernisé en un Monsieur Alman, il s'agirait de François, duc d'Alençon puis duc d'Anjou, soupirant d'Élisabeth — qui l'appelait little frogg (« petite grenouille ») — mort en 1584. Les trois pièces réunies à la suite dans le Fitzwilliam dont celle-ci, qui y apparaît sous le nom de Variatio (no 62) forment donc trois étapes différentes. Semble dater des années 1580.

#### 39.The Tennthe Pavian: Mr. W. Peter[fos180v-184] –BK340.The Galliarde to the Tennthe Pavian[fos184v-186] –BK3
La famille Petre est protectrice de Byrd, qui dédie à John et William quelques pièces, dont celle-ci,. La pavane est en sol mineur et à seize mesures et six sections. Chaque strophe proposant un voyage harmonique particulier et très riche.
Copié dans le Forster Virginal Book (nos 53 et 54), ce couple est inclus, quelque peu révisé, dans le Parthenia (1611) et augmenté d'un petit prélude. Il s'agit des uniques pièces du Nevell qui y soient reprises, en première place qui plus est. Leur présence dans le recueil imprimé de 1611, démontre « la haute estime » dans laquelle il tenait ces œuvres. L'exemple ci-dessous reproduit la sixième et dernière section de la gaillarde.

#### 41.A Fancie[fos186v-190v] –BK46
Dans cette fantaisie en ré mineur, la première partie, à quatre voix, est écrite dans le style vocal, constitué de deux points d'imitation que Byrd exploite tout du long. Le second motif, introduit à l'alto, n'est autre que l'intonation du Salve Regina. Ainsi transparaissent discrètement ses inclinations religieuses. La seconde partie est en rythmes de danses jusqu'à la conclusion de sept mesures, anticipation d'une génération du stylus fantasticus des toccatas italiennes codifiées plus tard par Frescobaldi ou Froberger (et le théoricien Athanasius Kircher dans son Musurgia universalis), avec ornementations et gammes montantes et descendantes de doubles-croches. Copiée avec quelques amélioration dans le Ms. Weelkes (no 74). Pièce composée vers 1590.

#### 42.A Voluntarie[fo191] –BK27
Malgré le titre, il s'agit d'une fantaisie comme le précédent numéro, mais en ut et à trois voix, augmenté à quatre pour les deux dernières mesures. Œuvre de jeunesse de Byrd, des années 1560, que Moroney qualifie de « l’un de ses premiers chefs-d’œuvre », elle ne présente dans le Nevell que la seconde partie, mais c'est peut-être le compositeur lui-même qui a coupé la pièce, confronté au mode différent de la et au style démodé. Souvent jouée à l'orgue, elle offre tout le caractère brillant de sa conclusion pour terminer le recueil.

### Discographie
- My Ladye Nevells Booke - Christopher Hogwood, virginal (Derek Adlam et Richard Burnet 1973, d'après Ruckers 1611), clavecin flamand (Derek Adlam et Richard Burnet 1973, d'après Ruckers 1638), clavecin italien Rainer Schültze 1970, orgue de chambre Peter Hindmarsh 1972 (1974-1975 - 3CD L'Oiseau-Lyre/Decca 476 1530) (OCLC 28824087)
- Pavans et Gaillards, les dix pavanes et galliardes - Davitt Moroney, clavecin italien « F.A. 1677 » (mai 1986 - 2CD Harmonia Mundi 901241.42) (OCLC 605524586)
- Intégrale de l'œuvre pour clavier - Davitt Moroney, clavecin, muselard, virginal, clavicorde, orgue (entre 1991 et 1997 - 7CD Hyperion CDS44461/7) (OCLC 48926885)
- Certaines pièces, notamment « Sellingers Rownde » et « Hughe Ashtons Grownde » ont été enregistrées au piano par Glenn Gould (1967/1971, Sony SMK 52 589) (OCLC 476084917).
- My Ladye Nevells Booke - Elizabeth Farr, sur quatre clavecins (août 2006, 3CD Naxos 8.570139-41) (OCLC 156858806)

#### Éditions
- My Ladye Nevells Booke of Virginal Music (Édité par Hilda Andrews, introduction de Blanche Winogron), New York, Dover, coll. « Dover study and playing editions », 1969 (1re éd. 1926), xliv, 245 (ISBN 0-486-22246-2, OCLC 967628, lire en ligne) Reproduction du texte de Hilda Andrews paru aux éditions J. Curwen & Son, Londres 1926.
- William Byrd, Keyboard Music vol. 1 & 2 - Alan Brown (éd), Musica Britannica vols. XXVII & XXVIII. Stainer and Bell. Londres 1969 & 1971, 2e éd. révisée 1976, 3e éd. 1999 et 2004, rééd. 2013. (OCLC 326018)

#### Ouvrages généraux
- (en) Raymond Russell, The harpsichord and clavichord : an introductory study, Londres, Faber and Faber, 1959, 208+96 (OCLC 497352), p. 155-160.
- Thurston Dart, « (Renaissance et réforme) – L'école anglaise », dans Roland-Manuel (dir.), Histoire de la musique, t. 1, Paris, Éditions Gallimard, coll. « Encyclopédie de la Pléiade », 1960, 2236 p. (ISBN 2070104036, OCLC 852916, BNF 33042676), p. 1347.
- Antoine Goléa, La musique, de la nuit des temps aux aurores nouvelles, Paris, Alphonse Leduc et Cie, 1977, 954 p. (ISBN 2-85689-001-6)
- Guy Sacre, La musique pour piano : dictionnaire des compositeurs et des œuvres, vol. I (A-I), Paris, Robert Laffont, coll. « Bouquins », 1998, 2998 p. (ISBN 2-221-05017-7), p. 552.
- Marc Vignal, Dictionnaire de la musique, Paris, Larousse, 1982, 1803 p. (ISBN 2-03-511303-2, OCLC 9281804), p. 1625.
- Françoise Ferrand (dir.), Guide de la musique de la renaissance, Paris, Fayard, coll. « Les indispensables de la musique », 2011, 1235 p. (ISBN 2-213-60638-2, OCLC 779690643, BNF 42553838), p. 1163–1164

#### Études et article
- Charles Van den Borren, Les Origines de la musique de clavier en Angleterre, Bruxelles, Librairie des deux mondes, 1912 (lire en ligne)
- (en) Edmund Horace Fellowes, William Byrd, New York, Oxford University Press, 1948 (réimpr. 1953) (1re éd. 1936), 271 p. (OCLC 600089, lire en ligne), p. 195–220.
- (en) Edmund Horace Fellowes, « My Ladye Nevells booke », Music & Letters, Londres, vol. 30, no 1,‎ 2005, p. 1-7 (ISSN 0027-4224)
- (en) Alan Brown, A Critical Edition of the Keyboard Music of William Byrd (Thèse de doctorat), University of Cambridge, 1969 (OCLC 214958961)
- (en) Oliver Neighbour, The Consort and Keyboard Music of William Byrd, Berkeley/Londres, Faber, coll. « Music of William Byrd » (no 3), 1978, 272 p. (ISBN 0520034864, OCLC 4750764)
- (en) Desmond Hunter, « My Lady Nevells Booke and the art of gracing », dans Alan Brown et Richard Turbet (éd.), Byrd studies, Cambridge University Press, 1992, xvii-276 (ISBN 0521401291, OCLC 22888627, lire en ligne), p. 175–192.
- (en) John Harley, « My Ladye Nevell revealed », Music & Letters, Londres, vol. 86, no 1,‎ février 2005, p. 1-15 (ISSN 0027-4224, OCLC 882788432, DOI 10.1093/ml/gci001, JSTOR 3526029, lire en ligne)
- (en) Robert Tittler, Nicholas Bacon : The Making of a Tudor Statesman, Athens, Ohio, Ohio University Press, 1976
- (en) Yael Sela Teichler, « My Ladye Nevells Booke : Music, Patronage and Cultural Negotiation in Late Sixteenth- Century England », Renaissance Studies, vol. 26, no 1,‎ janvier 2012, p. 88–111. (DOI 10.1111/j.1477-4658.2011.00791.x, lire en ligne)
- (en) Walter Kurt Kreyszig, « William Byrd’s My Ladye Nevells booke (1591) : Negotiating between the stile antico and stile moderno in the Solo Keyboard Repertory », dans Andrew Woolley et John Kitchen (dir.), Interpreting Historical Keyboard Music, Farnham, Ashgate, coll. « Ashgate historical keyboard series », 2013, 328 p. (ISBN 9781409464266, OCLC 858763027), p. 31–40.